# Sorgente radio SHGb02+14a
La sigla SHGb02+14a identifica una sorgente radio dello spazio cosmico individuata dal progetto SETI@home nel marzo 2003 e annunciata su New Scientist il 1º settembre 2004. La sua notorietà è dovuta al fatto di essere una possibile candidata per gli scopi del progetto SETI (Search for Extra-Terrestrial Intelligence).
La radiosorgente è stata osservata per tre volte, su una frequenza radio di circa 1420 MHz, la stessa che, grazie alla prossimità a una delle frequenze principali a cui l'idrogeno assorbe e irradia fotoni, si ritiene possa essere utilizzata da extraterrestri.

## Caratteristiche
Vi sono alcune caratteristiche che hanno ispirato una discreta dose di scetticismo su questa sorgente: SHGb02+14a è situata in un punto posto tra le costellazioni dei Pesci e dell'Ariete, una direzione in cui non si osserva alcuna stella a distanza inferiore a 1000 anni luce. Il suo segnale è inoltre estremamente debole. La frequenza del segnale ha una rapida deriva, che corrisponderebbe all'emissione proveniente da un pianeta orbitante a una velocità circa 40 volte superiore a quella della Terra intorno al Sole. Ogni volta che il segnale è stato ricevuto, la frequenza osservata è stata sempre di 1420 MHz, cioè la frequenza originale prima di ogni deriva. Il segnale potrebbe quindi rappresentare una pulsar risonante attraverso una fascia gaussiana.

### Spiegazioni alternative
Esistono anche altre spiegazioni possibili per questa radiosorgente. SETI@home ha smentito quanto riportato dai media circa una probabile natura extraterrestre del suo segnale. Potrebbe essere un artefatto di natura casuale, rumore cosmico, o perfino il frutto di un problema tecnologico.